# Dornier Do P.174-Do 216
De Do P.174 / Do 216 is een project voor een langeafstandsvliegboot dat werd ontworpen door de Duitse vliegtuigbouwer Dornier.

## Ontwikkeling
De Dornier Do P.192 / Do 214 was geannuleerd door het RLM. Bij Dornier ging men hierna aan het werk om van de Do P192 een verkleinde uitvoering te ontwikkelen. Bij Dornier werd het project intern aangeduid als de P.174, maar het ontwerp ontving van het RLM later de aanduiding Do 216. Het toestel was bedoeld voor het bestrijden van de scheepvaart maar moest ook voor andere taken kunnen worden ingezet, zoals verkenningsvliegtuig en voor samenwerken met de U-boten. Uiterlijk vertoonde het een grote gelijkenis met de Do 214 maar dan op een kleinere schaal.
Aan de vleugels waren geen veranderingen aangebracht. In de romp was echter maar één dek aangebracht. De motoren waren vier vloeistofgekoelde Junkers Jumo 223-vierentwintigcilinder-dieselmotoren, waarvan de radiatoren zich in de vleugelwortels bevonden. De motoren waren in gondels aangebracht, twee in de voorrand en een in de achterrand van elke vleugel. De gondels waren vlak naast de romp aangebracht.
De bemanning bestond uit tien man. De bewapening bestond uit in totaal zeven op afstand bediende geschutskoepels. Hiervan bevonden zich er twee aan de zijkant van de rompneus, twee op de romprug, twee in de zijkant van de rompachterkant en één in de staart. De bommenlading kon maximaal 5.000 kg bedragen. Deze kon bestaan uit bommen, mijnen, dieptebommen en op afstand bestuurde wapens aan rekken onder de vleugels.

## Uitvoeringen
Er werd nog een tweede uitvoering ontwikkeld. Het enige dat hieraan werd veranderd, waren de motoren. Deze waren nu zes vloeistofgekoelde Daimler-Benz DB603C-twaalfcilinderlijnmotoren.
Het project werd door het RLM geannuleerd omdat er door de oorlogssituatie geen behoefte meer bestond aan een vliegboot.

### Technische specificaties
- Lengte: 42,30 m.
- Spanwijdte: 48 m.
- Hoogte: 7,90 m.
- Vleugeloppervlak: 310 m².
- Leeggewicht: 40.000 kg.
- Startgewicht: 85.000 kg.
- Maximumsnelheid: 490 km/uur.
- Kruissnelheid: 415 km/uur.
- Landingssnelheid: 132 km/uur.
- Plafond: 7.500 m.
- Actieradius: 4.500 – 6.700 km.